# 辨野義己
辨野 義己（べんの よしみ、1948年8月28日 - ）は、日本の生物学者、独立行政法人理化学研究所バイオリソースセンター微生物材料開発室の元室長。一般財団法人辨野腸内フローラ研究所理事長、国立研究開発法人理化学研究所名誉研究員、日本微生物資源学会名誉会員。東京大学農学博士。名前は本名である。

## 経歴
大阪府枚方市出身。大阪府立寝屋川高等学校を経て、1973年酪農学園大学酪農学部獣医学科卒業。東京農工大学大学院獣医学専攻中退、1974年から理化学研究所研究員。1982年東京大学大学院農学系研究科博士課程修了、農学博士。東京農工大学大学院を経て、理化学研究所所属。理化学研究所培養生物部室長を経て、2004年から理化学研究所バイオリソースセンター微生物材料開発室室長。2009年に定年退職し、理化学研究所知的財産戦略センター辨野特別研究室特別招聘研究員を経て、理化学研究所イノベーション推進センター辨野特別研究室特別招聘研究員（2009年～2020年）。
理化学研究所では光岡知足の業績を引き継ぎ、腸内細菌についての研究を行っている。腸内細菌のDNA解析によって従来発見されていなかった腸内細菌を発見した。
イモ類を大量に食べるパプアニューギニアの人々を調査したところ、アンモニアの中の窒素をアミノ酸として取り込むことのできる腸内細菌が多いことを発見した。青汁だけで暮らす日本人女性の腸内細菌を分析したところ同様の細菌が多く存在した。

## 受賞歴
- 1986年 日本獣医学会賞受賞
- 2003年 日本微生物資源学会・学会賞受賞
- 2009年 文部科学大臣科学技術賞（理解増進部門）受賞

## 著作

### 図書
- 『発癌に関与する腸内クロストリジウムの分離・分類および代謝に関する研究』辨野義己・理化学研究所、1986-1988。 - 文部省科学研究費補助金研究成果報告書。
- 『GG菌でぐんぐん健康になる本』チクマ秀版社、1998年10月。ISBN 4-8050-0338-3。
- 『究極のヨーグルト健康法　ここまでわかった乳酸菌パワー』講談社〈講談社+α新書〉、2003年3月20日。ISBN 4-06-272183-X。
- 『べんのお便り』幻冬舎、2004年9月22日。ISBN 4-344-00680-1。
- 『ヨーグルト生活で「腸キレイ」　食べて整える免疫力』毎日新聞社、2005年8月。ISBN 4-620-31730-6。
- 『ウンコミュニケーションbook　ウンチは人格だ！』ぱる出版、2006年9月。ISBN 4-8272-0278-8。
- 『ビフィズス菌パワーで改善する花粉症』講談社、2007年1月24日。ISBN 978-4-06-213858-1。
- 『病気にならない生き方で、なる病気　機能性ヨーグルトが病気を防ぐ！』ブックマン社、2008年1月。ISBN 978-4-89308-681-5。
- 『腸内環境学のすすめ』岩波書店〈岩波科学ライブラリー 143〉、2008年4月4日。ISBN 978-4-00-007483-4。 - 文献あり。
- 『健腸生活のススメ』日本経済新聞出版社〈日経プレミアシリーズ 11〉、2008年7月。ISBN 978-4-532-26011-8。
- 『見た目の若さは、腸年齢で決まる』PHP研究所〈PHPサイエンス・ワールド新書 010〉、2009年11月20日。ISBN 978-4-569-77379-7。 - 並列シリーズ名：PHP science world。
- 『補完・代替医療プロバイオティクス』金芳堂、2010年7月。ISBN 978-4-7653-1441-1。 - 文献・索引あり。
- 『大便通　知っているようで知らない大腸・便・腸』幻冬舎〈幻冬舎新書 290〉、2012年11月30日。ISBN 978-4-344-98291-8。
- 『整腸力　医者・薬いらずの体をつくる腸内改革　今日も絶好腸！』かんき出版、2013年5月22日。ISBN 978-4-7612-6918-0。
- 『大便力　毎朝、便器を覗く人は病気にならない』朝日新聞出版〈朝日新書 420〉、2013年8月9日。ISBN 978-4-02-273520-1。

### 共著
- 井上由香理『乳酸菌パワーダイエット　お腹すっきりの快感！』講談社、2004年3月10日。ISBN 4-06-274145-8。
- 宮口泰三、磯沼正徳・金丸弘美・斉藤かすみ『Homemadeヨーグルト』雄鷄社、2006年5月。ISBN 4-277-66151-3。
- 日本トイレ協会、遠野市健康福祉部 編「基調講演 「うんち」は語る腸の老化」『トイレパワー全国大会資料集　第22回・全国トイレシンポジウム』 第1回、日本トイレ協会、2006年11月。 - 会期・会場：2006年11月9日-10日岩手県遠野市民センターほか。
- 加藤篤 共著『元気のしるし朝うんち　うんちのお便り出しました』少年写真新聞社〈新体と健康シリーズ ビジュアル版〉、2010年9月。ISBN 978-4-87981-355-8。 - 文献・索引あり。
- 武藤徹一郎、辨野義己・鳥越俊太郎 述 著「腸内細菌が寿命を決める」、文藝春秋 編『老後の健康　医者だけが知っている新しい常識』文藝春秋〈文春文庫 編2-51〉、2013年9月3日。ISBN 978-4-16-721796-9。 - 文献あり。

### 編著
- 辨野義己 編（編）「プロバイオティクス」『医学のあゆみ』第207巻第10号、医歯薬出版、2003年12月6日、ISSN 0039-2359。
  - 辨野義己 編『プロバイオティクス』医歯薬出版〈別冊・医学のあゆみ〉、2005年5月。ISSN 0039-2359。 - 『医学のあゆみ』第207巻10号と同内容。
- 辨野義己・渡邉信・三上襄・鈴木健一朗・高島昌子 編 編『微生物資源国際戦略ガイドブック』サイエンスフォーラム、2009年9月25日。ISBN 978-4-916164-96-4。 - 文献あり。

### 監修
- 『乳酸菌って何だ？』辨野義己 監修、牧野直子 料理監修、マガジントップ(出版) メディアパル(発売)〈メディアパルムック こだわる〉、2003年7月。ISBN 4-89610-402-1。
- 石倉ヒロユキ『ウサ子の祝便ノート　体腸管理と便ピのおはなし』辨野義己・松田保秀 監修、地球丸、2006年2月6日。ISBN 4-86067-109-0。
- 石倉ヒロユキ 作・絵『おべんとうんち』辨野義己 監修、幻冬舎エデュケーション(出版) 幻冬舎(発売)、2011年3月25日。ISBN 978-4-344-97744-0。
- 『あなたのカラダは腸で決まる！　『見た目年齢-5歳』の食べ方』辨野義己 監修、藤井恵 料理、オレンジページ〈オレンジページムック 『からだの本』別冊〉、2012年10月2日。ISBN 978-4-87303-829-2。
- 『体が勝手にやせる食べ方　第2の脳「腸」が肥満を止めるレシピ145』辨野義己 監修、マキノ出版〈マキノ出版ムック〉、2012年9月13日。ISBN 978-4-8376-6231-0。 - 文献あり。
- 『腸をきれいにする食事　健康になる免疫力を高める美しくなる』辨野義己 監修、竹内冨貴子 料理、ルックナゥ〈マイライフシリーズ特集版 LOOKNOW HEALTH & BEAUTY〉、2012年12月。ISBN 978-4-8004-0024-6。
- 『水切りヨーグルトでやせる！健康になる！　おいしくて低カロリーなレシピが満載！乳酸菌のチカラで腸内改善して健康に！』辨野義己 監修、学研パブリッシング(出版) 学研マーケティング(発売)〈GAKKEN HIT MOOK〉、2012年11月21日。ISBN 978-4-05-606844-3。
- 『美腸のつくり方　「7日間」ためして納得！』辨野義己 監修、マッグガーデン〈才色こまち〉、2013年6月28日。ISBN 978-4-8000-0181-8。

### 記事
- 辨野義己「研究最前線 腸内細菌の全体像をつかみ、予防医学に役立てる」（PDF）『理研ニュース』第272号、2004年2月、2-4頁。
- 辨野義己「免疫力を高める「辨野博士直伝快腸生活」のすすめ」『健やかに』2013年7月号、山田養蜂場みつばち健康科学研究所、2013年7月。